# Gnomidolon longipenne
Gnomidolon longipenne är en skalbaggsart som beskrevs av Martins 1967. Gnomidolon longipenne ingår i släktet Gnomidolon och familjen långhorningar. Inga underarter finns listade i Catalogue of Life.